# HMS Bonaventure (31)
HMS Bonaventure (31) là một tàu tuần dương hạng nhẹ thuộc lớp Dido của Hải quân Hoàng gia Anh Quốc. Nó được đưa ra hoạt động trong Chiến tranh Thế giới thứ hai và đã bị đánh chìm tại Địa Trung Hải do trúng phải ngư lôi của tàu ngầm Ý Ambra vào ngày 31 tháng 3 năm 1941.

## Thiết kế và chế tạo
Do gặp phải sự thiếu hụt trong khi chế tạo, Bonaventure cùng các tàu chị em Dido và Phoebe được hoàn tất chỉ với bốn thay vì năm tháp pháo 5,25 in (133 mm) nòng đôi, và được thay thế bằng một khẩu pháo 4 in (100 mm) bắn pháo sáng. Nó được chế tạo tại xưởng đóng tàu của hãng Scotts Shipbuilding & Engineering Co., Greenock, Scotland, được đặt lườn vào ngày 30 tháng 8 năm 1937; được hạ thủy vào ngày 19 tháng 4 năm 1939, và được đưa ra hoạt động vào ngày 24 tháng 5 năm 1940.

## Lịch sử hoạt động
Thoạt tiên Bonaventure phục vụ cùng với Hạm đội Nhà trong vai trò hộ tống các đoàn tàu vận tải WS. Trong khi hộ tống đoàn tàu vận tải WS5a vào ngày 25 tháng 12 năm 1940, đoàn tàu bị chiếc tàu tuần dương Đức Admiral Hipper tấn công, nhưng cả hai bên đều không bị thiệt hại. Hầu như ngay sau đó, nó được lệnh đi đến Mặt trận Địa Trung Hải. Vào ngày 28 tháng 12, Bonaventure ngăn chặn chiếc tàu Đức Baden tải trọng 8.204 tấn Anh (8.336 t)) đang vượt qua sự phong tỏa ngoài khơi Santa Cruz de Tenerife thuộc quần đảo Canary. Baden đang trên đường từ Tenerife quay về Pháp. Không thể chiếm giữ con tàu địch do thời tiết xấu, Bonaventure đã đánh chìm nó bằng ngư lôi.
Bonaventure nằm trong thành phần Lực lượng "F" tham gia Chiến dịch Excess để tiếp tế cho Malta vào tháng 1 năm 1941. Vào ngày 10 tháng 1, nó bị các tàu phóng lôi Ý Circe và Vega tấn công ở về phía Nam Pantelleria, và đã phản công đánh chìm được Vega, nhưng phải chịu tổn thất hai người thiệt mạng trong khi giao chiến. Ngày 22 tháng 3, trong khi hộ tống một đoàn tàu vận tải đi đến Malta, nó bị hư hại bởi những phát suýt trúng khi ở tại Malta. Sau đó nó tham gia Chiến dịch Lustre, nhưng vào ngày 31 tháng 3 năm 1941, trong khi hộ tống một đoàn tàu vận tải từ Hy Lạp đến Alexandria, nó trúng phải ngư lôi phóng từ tàu ngầm Ý Ambra, và bị chìm ở về phía Nam đảo Crete, ở tọa độ 33°20′0″B 26°35′0″Đ / 33,33333°B 26,58333°Đ, với tổn thất 139 người thiệt mạng.